# Shoko Hara
Shoko Hara (* 28. Juni 1988 in Okayama, Japan) ist eine in Deutschland lebende Animationsregisseurin und Motiondesignerin.

## Leben und Werk
Shoko Hara wurde 1988 in Japan geboren, zog aber mit ihrer Familie 1998 nach Deutschland, wo sie das Droste-Hülshoff-Gymnasium in Meersburg besuchte. Nach ihrem Abitur studierte Hara zunächst Mediendesign an der Dualen Hochschule Baden-Württemberg in Ravensburg, die sie 2012 mit dem Kurzfilm Abita abschloss. Anschließend qualifizierte sie sich für einen Studienplatz im Studiengang Motion Design an der Filmakademie Baden-Württemberg in Ludwigsburg, welchen sie mit dem Diplomfilm What they believe abschloss.
Seit 2014 arbeitet Hara projektbezogen als selbstständige Motiondesignerin und Animationsregisseurin in Stuttgart an kommerziellen Projekten in der Werbe-, Film- sowie Musikbranche.
Zudem ist Hara seit 2015 als Lehrbeauftragte für den Studiengang Mediendesign an der Dualen Hochschule Baden-Württemberg Ravensburg tätig.
2020 erschien Shoko Haras Debütfilm Just a Guy, der als erfolgreichster deutscher Kurzfilm mit zahlreichen internationalen Auszeichnungen für den Deutschen Kurzfilmpreis nominiert wurde.

## Filmografie (Auswahl)
- 2012: Abita (Bachelorfilm)
- 2016: What they believe (Diplomfilm)
- 2020: Just a Guy (dokumentarischer Animations-Kurzfilm)